# Coolaid
Pour l’article ayant un titre homophone, voir Kool-Aid.
Albums de Snoop Dogg
Bush
(2015) Neva Left
(2017)
Singles
1. Kush Ups
Sortie : 7 juin 2016
2. Point Seen Money Gone
Sortie : 27 juin 2016

Coolaid est le quatorzième album studio de Snoop Dogg, sorti en 2016 sur les labels Doggy Style Records et eOne Music. Il fait participer Too $hort, Swizz Beatz, Jeremih, Wiz Khalifa, Trick-Trick, E-40, Jazze Pha, Suga Free et October London. Il suit l'album Bush publié en 2015, et nommé par Snoop Dogg lui-même comme une suite de l'album Doggystyle, sorti en 1993.

## Contexte
Le 5 mars 2016, le magazine Billboard réalise une interview de Just Blaze dans laquelle il explique travailler sur le nouvel album de Snoop. Mais c'est seulement au mois de mai que le rappeur annonce officiellement sa sortie pour l'été 2016.

## Réalisation et promotion
Après avoir réalisé un album solo funk, Snoop retourne au rap avec les chansons I'm From Long Beach et Back Up publiées fin 2015. Le 20 avril 2016, il réalise Late Nights pour la commémoration du 4/20. La chanson est produite par Mike Will Made It. Le 16 mai 2016, Snoop annonce la sortie de l'album pour le 1er juillet 2016. Il annonce ensuite le 2 juin que l'album se nommera Coolaid, et il joue les morceaux Fireworks et Legend au Jimmy Kimmel Live!. Le même jour, la couverture de l'album, créée par Joe Cole, est dévoilée. La couverture reprend le style des albums Doggystyle (1993) et Tha Last Meal (2000).

## Singles
Le 7 juin 2016, Snoop Dogg publie Kush Ups, le premier single de l'album. Le morceau est produit par KJ Conteh, et il y a également Wiz Khalifa en featuring. C'est Dan Folger qui est chargé du clip.

## Liste des titres
| Coolaid — Version nord-américaine | Coolaid — Version nord-américaine                     | Coolaid — Version nord-américaine                 | Coolaid — Version nord-américaine        | Coolaid — Version nord-américaine | Coolaid — Version nord-américaine | Coolaid — Version nord-américaine | Coolaid — Version nord-américaine | Coolaid — Version nord-américaine | Coolaid — Version nord-américaine |
| No                                | Titre                                                 | Auteur                                            | Producteurs                              | Durée                             |                                   |                                   |                                   |                                   |                                   |
| --------------------------------- | ----------------------------------------------------- | ------------------------------------------------- | ---------------------------------------- | --------------------------------- | --------------------------------- | --------------------------------- | --------------------------------- | --------------------------------- | --------------------------------- |
| 1.                                | Legend                                                | Calvin Broadus, Uforo « Bongo » Ebong             | Bongo                                    | 3:47                              |                                   |                                   |                                   |                                   |                                   |
| 2.                                | Ten Toes Down                                         | Broadus                                           | Los                                      | 4:07                              |                                   |                                   |                                   |                                   |                                   |
| 3.                                | Don't Stop (featuring Too $hort)                      | Broadus, Todd Shaw, Dominick Lamb                 | Nottz                                    | 3:41                              |                                   |                                   |                                   |                                   |                                   |
| 4.                                | Super Crip                                            | Broadus, Justin Smith                             | Just Blaze                               | 3:46                              |                                   |                                   |                                   |                                   |                                   |
| 5.                                | Coolaid Man                                           | Broadus, Ronald LaTour, Tim « Cubeatz » Gomringer | Cardo et Cubeatz                         | 3:27                              |                                   |                                   |                                   |                                   |                                   |
| 6.                                | Let Me See Em Up (featuring Swizz Beatz)              | Broadus, Kaseem Dean                              | Swizz Beatz, Musicman Ty et Avenue Beatz | 3:57                              |                                   |                                   |                                   |                                   |                                   |
| 7.                                | Point Seen Money Gone (featuring Jeremih)             | Broadus, Jeremih Felton, Ebong                    | Bongo                                    | 4:19                              |                                   |                                   |                                   |                                   |                                   |
| 8.                                | Oh Na Na (featuring Wiz Khalifa)                      | Broadus, Cameron Thomaz, Delmar Arnaud            | Daz Dillinger, Dazmin et Soopafly        | 3:21                              |                                   |                                   |                                   |                                   |                                   |
| 9.                                | My Carz                                               | Broadus, Gary Numan, James Yancey                 | J Dilla                                  | 3:37                              |                                   |                                   |                                   |                                   |                                   |
| 10.                               | Two or More                                           | Broadus                                           | Niggarachi                               | 3:53                              |                                   |                                   |                                   |                                   |                                   |
| 11.                               | Affiliated (featuring Trick-Trick)                    | Broadus, LaTour, Christian Mathis                 | Cardo                                    | 4:08                              |                                   |                                   |                                   |                                   |                                   |
| 12.                               | Feel About Snoop                                      | Broadus, Dana Stinson                             | Rockwilder                               | 2:52                              |                                   |                                   |                                   |                                   |                                   |
| 13.                               | Light It Up (featuring Swizz Beatz)                   | Broadus, Dean                                     | Swizz Beatz, Musicman Ty et Avenue Beatz | 4:32                              |                                   |                                   |                                   |                                   |                                   |
| 14.                               | Side Piece                                            | Broadus, Dean                                     | Swizz Beatz, Musicman Ty et Avenue Beatz | 4:53                              |                                   |                                   |                                   |                                   |                                   |
| 15.                               | Kush Ups (featuring Wiz Khalifa)                      | Broadus, Thomaz                                   | KJ Conteh                                | 3:57                              |                                   |                                   |                                   |                                   |                                   |
| 16.                               | Double Tap (featuring E-40 et Jazze Pha)              | Broadus, Earl Stevens, Phalon Alexander           | Jazze Pha                                | 3:17                              |                                   |                                   |                                   |                                   |                                   |
| 17.                               | Got Those                                             | Broadus, Timothy Mosley                           | Timbaland                                | 3:31                              |                                   |                                   |                                   |                                   |                                   |
| 18.                               | Let the Beat Drop (Celebrate) (featuring Swizz Beatz) | Broadus, Dean                                     | Swizz Beatz, Snagz et Musicman Ty        | 4:24                              |                                   |                                   |                                   |                                   |                                   |
| 19.                               | What If (featuring Suga Free)                         | Broadus, Dejuan Rice, John Stary                  | Fingazz                                  | 3:27                              |                                   |                                   |                                   |                                   |                                   |
| 20.                               | Revolution (featuring October London)                 | Broadus, Smith                                    | Just Blaze                               | 4:12                              |                                   |                                   |                                   |                                   |                                   |
| 77:02                             |                                                       |                                                   |                                          |                                   |                                   |                                   |                                   |                                   |                                   |

## Samples
- Two or More contient un sample de Try It Out de Gino Soccio[21]
- Revolution contient un sample de I've Been Trying des Bar-Kays

## Classements
| \| Pays et classement (2016) \| Meilleure position \| \| --------------------------------------- \| ------------------ \| \| Australie (ARIA)[22] \| 51 \| \| Belgique (Flandre Ultratop)[23] \| 145 \| \| Belgique (Wallonie Ultratop)[24] \| 164 \| \| Brésil (ABPD)[25] \| 27 \| \| Canada (Canadian Albums)[26] \| 37 \| \| France (SNEP)[27] \| 106 \| \| Allemagne (Media Control AG)[28] \| 89 \| \| Suisse (Schweizer Hitparade)[29] \| 19 \| \| Royaume-Uni (UK Albums Chart)[30] \| 122 \| \| Royaume-Uni (R&B Albums)[31] \| 9 \| \| États-Unis (Billboard 200)[32] \| 40 \| \| États-Unis (Top R&B/Hip-Hop Albums)[33] \| 5 \| |                    |
| Pays et classement (2016) | Meilleure position |
| Australie (ARIA) | 51                 |
| Belgique (Flandre Ultratop) | 145                |
| Belgique (Wallonie Ultratop) | 164                |
| Brésil (ABPD) | 27                 |
| Canada (Canadian Albums) | 37                 |
| France (SNEP) | 106                |
| Allemagne (Media Control AG) | 89                 |
| Suisse (Schweizer Hitparade) | 19                 |
| Royaume-Uni (UK Albums Chart) | 122                |
| Royaume-Uni (R&B Albums) | 9                  |
| États-Unis (Billboard 200) | 40                 |
| États-Unis (Top R&B/Hip-Hop Albums) | 5                  |